# Блажко Ярослав Олександрович
Яросла́в Олекса́ндрович Блажко́ (17 січня 1998, м. Старокостянтинів — 2 травня 2022, поблизу с. Діброва Краматорського району Донецької області) — старший солдат Збройних сил України, учасник російсько-української війни, який загинув під час російського вторгнення в Україну.

## Життєпис
Народився 17 січня 1998 в місті Старокостянтинів, Хмельницька область. Легко знаходив нових друзів і вмів порозумітися з людьми. Навчався у Старокостянтинівській школі № 7, згодом — у професійному училищі. У школі відвідував багато гуртків спорту й мистецтва.
У 2019 році Ярослав підписав контракт і пішов на службу до 80-ї окремої десантно-штурмової бригади.
Задовго до повномасштабного вторгнення служив на Кримському напрямку. З 2021 року був учасником бойових дій на Луганщині. За два місяці війни у 2022 році, разом із побратимами 80-ї бригади, обороняв Миколаївську й Херсонську області, а згодом уже був на Донеччині. Влітку 2022 мав завершитися його трирічний контракт. Усе змінило повномасштабне вторгнення рф.

## Загибель
2 травня 2022 потрапив під обстріл «Градів» на бронетранспортері. З машини його дістали живим, але медична допомога не встигла доїхати і Ярослав помер.
У серпні 2022 народилася донька Ярослава — Єва.

## Нагороди
- орден «За мужність» II ступеня (2022, посмертно) — за особисту мужність і самовіддані дії, виявлені у захисті державного суверенітету та територіальної цілісності України, вірність військовій присязі.
- орден «За мужність» III ступеня (2022) — за особисту мужність і самовіддані дії, виявлені у захисті державного суверенітету та територіальної цілісності України, вірність військовій присязі.